# Chasmoptera mathewsi
Chasmoptera mathewsi is een insect uit de familie van de Nemopteridae, die tot de orde netvleugeligen (Neuroptera) behoort. 
Chasmoptera mathewsi is voor het eerst wetenschappelijk beschreven door Koch in 1967.